# Rospigliani
Rospigliani är en kommun i departementet Haute-Corse på ön Korsika i Frankrike. Kommunen ligger i kantonen Vezzani som tillhör arrondissementet Corte. År 2022 hade Rospigliani 70 invånare.

## Befolkningsutveckling
Antalet invånare i kommunen Rospigliani
Referens:INSEE